# USS Sederstrom (DE-31)
USS Sederstrom (DE-31) là một tàu hộ tống khu trục lớp Evarts được Hải quân Hoa Kỳ chế tạo trong Chiến tranh Thế giới thứ hai. Nó là chiếc tàu chiến duy nhất của Hải quân Mỹ được đặt theo tên Thiếu úy Hải quân Delmore Sederstrom (1916-1941), sĩ quan quân nhu phối thuộc cùng thiết giáp hạm USS Oklahoma (BB-37) và đã mất tích khi bị đánh chìm trong vụ tấn công Trân Châu Cảng ngày 7 tháng 12, 1941. Nó đã phục vụ cho đến khi chiến tranh kết thúc, xuất biên chế vào ngày 15 tháng 11, 1945 và xóa đăng bạ vào ngày 28 tháng 11, 1945. Con tàu bị bán để tháo dỡ vào ngày 24 tháng 11, 1947. Sederstrom được tặng thưởng năm Ngôi sao Chiến trận do thành tích phục vụ trong Thế Chiến II.

## Thiết kế và chế tạo
Những chiếc thuộc lớp tàu khu trục Evarts có chiều dài chung 289 ft 5 in (88,21 m), mạn tàu rộng 35 ft 1 in (10,69 m) và độ sâu mớn nước khi đầy tải là 8 ft 3 in (2,51 m). Chúng có trọng lượng choán nước tiêu chuẩn 1.140 tấn Anh (1.160 t); và lên đến 1.430 tấn Anh (1.450 t) khi đầy tải. Hệ thống động lực bao gồm bốn động cơ diesel General Motors Kiểu 16-278A nối với bốn máy phát điện để vận hành hai trục chân vịt; công suất 6.000 hp (4.500 kW) cho phép đạt được tốc độ tối đa 21 kn (24 mph; 39 km/h), và có dự trữ hành trình 4.150 nmi (4.780 mi; 7.690 km) khi di chuyển ở vận tốc đường trường 12 kn (14 mph; 22 km/h).
Vũ khí trang bị bao gồm ba pháo 3 in (76 mm)/50 cal trên tháp pháo nòng đơn có thể đối hạm hoặc phòng không, một khẩu đội 1,1 inch/75 caliber bốn nòng và chín pháo phòng không Oerlikon 20 mm. Vũ khí chống ngầm bao gồm một dàn súng cối chống tàu ngầm Hedgehog Mk. 10 (có 24 nòng và mang theo 144 quả đạn); hai đường ray Mk. 9 và tám máy phóng K3 Mk. 6 để thả mìn sâu.
Sederstrom được đặt lườn như là chiếc HMS Gilette (BDE-31) tại Xưởng hải quân Mare Island, ở Vallejo, California vào ngày 24 tháng 12, 1942. Tuy nhiên Hải quân Hoa Kỳ quyết định giữ lại con tàu vào ngày 4 tháng 6, 1943, và nó được hạ thủy vào ngày 15 tháng 6, 1943; được đỡ đầu bởi bà Thomas D. O'Dea. Con tàu được đổi tên thành vào ngày 30 tháng 7, 1943, và nhập biên chế cùng Hải quân Hoa Kỳ vào ngày 11 tháng 9, 1943 dưới quyền chỉ huy của Hạm trưởng, Thiếu tá Hải quân Lyman M. King, Jr.

## Lịch sử hoạt động

### 1943
Sau khi hoàn tất việc chạy thử máy ngoài khơi San Diego, California, Sederstrom được phân về Đội hộ tống 31, và bắt đầu hộ tống một đoàn tàu vận tải đi sang khu vực quần đảo Hawaii. Đi đến Trân Châu Cảng vào ngày 1 tháng 12, 1943, nó tiếp tục huấn luyện thực hành và hộ tống việc đi lại giữa các đảo cho đến ngày 24 tháng 12. Trong thành phần Đơn vị Đặc nhiệm 16.25.9, nó lên đường hướng sang quần đảo Gilbert, nhưng được chuyển hướng ba ngày sau đó đến Funafuti, nơi nó hộ tống một tàu chở hàng AK và một tàu đổ bộ Landing Craft, Tank (LCT) chuyển giao hàng hóa đến nhiều đảo khác nhau thuộc nhóm quần đảo Ellice.

### 1944
Vào giữa tháng 1, 1944, Sederstrom đi đến Samoa thuộc Mỹ, rồi tiếp tục đi sang đảo Wallis để hộ tống một đoàn tàu buôn đi đến quần đảo Gilbert. Đi đến Makin vào ngày 4 tháng 2, nó lại lên đường ngay ngày hôm sau để đi đến khu vực quần đảo Marshall. Từ ngày 7 đến ngày 25 tháng 2, nó hoạt động tuần tra chống tàu ngầm tại lối ra vào vũng biển Kwajalein, rồi hộ tống cho tàu vận chuyển SS Prince Georges quay trở lại khu vực Gilbert và Hawaii.
Về đến Trân Châu Cảng vào ngày 10 tháng 3, Sederstrom lại cùng một đoàn tàu vận tải lên đường vào ngày 25 tháng 3 để hướng sang Majuro. Trong tháng 4, nó làm nhiệm vụ hộ tống vận tải tại khu vực Marshall, rồi quay trở về Trân Châu Cảng vào tháng 5. Đến ngày 29 tháng 5, nó hộ tống cho đoàn tàu đưa lực lượng tăng viện sang tham gia cuộc đổ bộ lên Saipan thuộc quần đảo Mariana. Đi đến ngoài khơi Saipan vào ngày 16 tháng 6, con tàu hoạt động tuần tra về phía Tây hòn đảo cho đến khi Trận chiến biển Philippine chấm dứt. Vào ngày 20 tháng 6, binh lính đổ bộ lên địa điểm về phía Nam Chalan Kanoa tại Saipan, và hai ngày sau đó con tàu lên đường hộ tống các tàu đổ bộ LST và LCI quay trở lại Eniwetok.
Sederstrom quay trở lại ngoài khơi Saipan vào ngày 16 tháng 7, hoạt động tuần tra và hộ tống trong một tuần lễ tiếp theo. Nó chuyển đến Tinian vào ngày 24 tháng 7 để hỗ trợ cho hoạt động đổ bộ và đổ quân tại đây, rồi quay trở lại Saipan vào ngày 29 tháng 7. Con tàu tiếp tục đi đến Eniwetok để phục vụ canh phòng máy bay cho tàu sân bay Midway (CVE-63), rồi quay trở lại khu vực Mariana vào ngày 10 tháng 8 để phục vụ cùng đội tuần tra và hộ tống tại Guam trong một thời gian ngắn. Con tàu cũng đảm trách vai trò soái hạm cho Tư lệnh Đội hộ tống 31 cho đến ngày 22 tháng 8, khi nó rời khu vực Mariana để quay trở về Trân Châu Cảng, và được sửa chữa trong ụ tàu.

### 1945
Quay trở lại nhiệm vụ hộ tống vận tải vào ngày 8 tháng 10, Sederstrom bảo vệ cho một đoàn tàu đi từ Trân Châu Cảng đến Ulithi. Trong giai đoạn từ tháng 11, 1944 đến tháng 2, 1945, nó hộ tống cho tàu bè đi lại tại khu vực giữa Eniwetok và Ulithi, rồi đi đến khu vực Mariana vào đến cuối tháng 2. Sang tháng 3, nó hộ tống các đoàn tàu chuyển lực lượng tăng viện và tiếp liệu đến Iwo Jima, rồi tiếp tục tuần tra ngoài khơi hòn đảo từ ngày 5 đến ngày 11 tháng 3. Nó gia nhập cùng Đội đặc nhiệm 51.29.19 vào ngày 12 tháng 3 để quay trở về Ulithi, nơi tập trung lực lượng cho chiến dịch đổ bộ tiếp theo lên Okinawa.
Vào ngày 21 tháng 3, Sederstrom rời khu vực Tây quần đảo Caroline để hướng sang khu vực quần đảo Ryūkyū trong thành phần bảo vệ các tàu sân bay hộ tống, và đi đến ngoài khơi mũi cực Nam Okinawa vào xế trưa ngày 24 tháng 3. Trong ba tuần lễ tiếp theo, nó phục vụ canh phòng máy bay cho các tàu sân bay hộ tống khi chúng không kích hỗ trợ cho cuộc đổ bộ lên Kerama Retto, rồi lên chính đảo Okinawa. Tuy nhiên, vào giữa tháng 4, sự kháng cự của lực lượng Nhật Bản, đặc biệt là kiểu tấn công Kamikaze tự sát, đã làm hao hụt số tàu khu trục làm nhiệm vụ chống tàu ngầm và phòng không tại các bãi đổ bộ, nên các tàu hộ tống khu trục như Sederstrom được điều động thay thế. Vào ngày 22 tháng 4, một máy bay Kamikaze đối phương đã chọn con tàu làm mục tiêu, tuy nhiên hỏa lực phòng không đã kịp thời bắn trúng khiến chiếc máy bay đâm xuống nước chỉ cách con tàu 10 ft (3,0 m) bên mạn phải mũi tàu. Một cơn mưa xăng và mảnh vỡ bao phủ phần mũi tàu và cầu tàu, nhưng không gây thiệt hại gì đáng kể; một thành viên thủy thủ đoàn bị rơi khỏi tàu trong cuộc tấn công cũng được nhanh chóng vớt lên.
Vào đầu tháng 5, Sederstrom hộ tống cho thiết giáp hạm Arkansas (BB-33) rút lui khỏi khu vực chiến sự, rồi đến phiên bản thân nó rời khu vực quần đảo Ryūkyū vào ngày 18 tháng 5, hộ tống cho tàu chỉ huy đổ bộ Eldorado (AGC-11) đi đến Guam vào ngày 22 tháng 5. Từ đây nó tiếp tục đi sang khu vực Tây Caroline để hộ tống cho Đoàn tàu UOK-27 đi sang Okinawa. Từ ngày 24 tháng 6 đến ngày 4 tháng 7, nó tuần tra ngoài khơi khu vực neo đậu Hagushi.
Vào ngày 5 tháng 7, Sederstrom lên đường quay trở về Hoa Kỳ để được đại tu. Nó về đến khu vực Puget Sound vào ngày 26 tháng 7, được chất dỡ đại dược và đi vào xưởng tàu của hãng Todd Shipyard tại Seattle, Washington để sửa chữa. Tuy nhiên chiến tranh chấm dứt vào ngày 15 tháng 8 khi Nhật Bản chấp nhận đầu hàng, trước khi việc sửa chữa hoàn tất. Con tàu được cho xuất biên chế vào ngày 15 tháng 11, 1945; và tên nó được cho rút khỏi danh sách Đăng bạ Hải quân vào ngày 28 tháng 11, 1945. Nó bị bán cho hãng A.G. Schoonmaker Co., Inc. tại thành phố New York vào ngày 24 tháng 11, 1947 để tháo dỡ.

## Phần thưởng[2]
|  |             |  |
|  | Silver star |  |

| Dãi băng Hoạt động Tác chiến (truy tặng) |                                                                         |                                                                         |                                      |
| Huân chương Chiến dịch Hoa Kỳ            | Huân chương Chiến dịch Châu Á-Thái Bình Dương với 5 Ngôi sao Chiến trận | Huân chương Chiến dịch Châu Á-Thái Bình Dương với 5 Ngôi sao Chiến trận | Huân chương Chiến thắng Thế Chiến II |